# Condado de Rockcastle
O Condado de Rockcastle é um dos 120 condados do estado americano de Kentucky. A sede do condado é Mt. Vernon, e sua maior cidade é Mt. Vernon. O condado possui uma área de 824 km² (dos quais 1 km² estão cobertos por água), uma população de 16 582 habitantes, e uma densidade populacional de 20 hab/km² (segundo o censo nacional de 2000). O condado foi fundado em 1810. O condado proíbe a venda de bebidas alcoólicas.